# Середній Катарач
Середній Катара́ч (рос. Средний Катарач) — присілок у складі Талицького міського округу Свердловської області.
Населення — 69 осіб (2010, 62 у 2002).
Національний склад станом на 2002 рік: росіяни — 100 %.